# Pucajirca

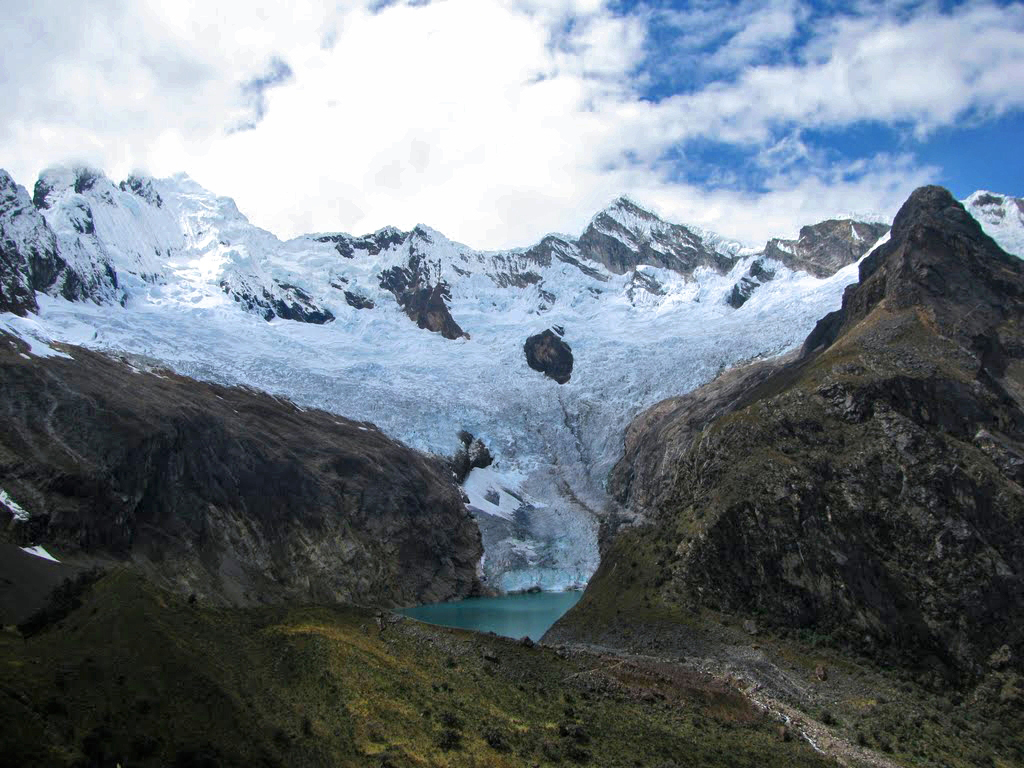
Il Pucajirca Ovest (sulla sinistra), il Rinrijirca (centro-destra) e il Curuicashajana (à destra). In primo piano il ghiacciaio Arhuay e la laguna Arhuaycocha.

Con il nome di Pucajirca (quechua Pukahirka) o, più correttamente, con quello plurale di Pucajircas, si indica un gruppo di montagne della Cordillera Blanca, in Perù, nel dipartimento di Ancash. Quattro di queste montagne superano i 6.000 m.

## Aspetto fisico
I Pucajircas fanno parte del massiccio montuoso chiamato Macizo de Santa Cruz, nella parte settentrionale della catena montuosa. Dal Pucajirca Central (6.014 m) partono due creste, una in direzione nord-nordovest e l'altra verso sudovest-ovest. Nella prima si alzano come denti il Pucajirca Norte I (6.045 m, la più alta del gruppo), il Pucajirca Norte II (6.030 m) e il Pucajirca Norte III (5.919 m). Sull'altra cresta si alza il Pucajirca Sur (6.039 m) e, a continuazione, il Pucajirca Oeste I e il Pucajirca Oeste II, non quotati ufficialmente ma attorno ai 5.900 m.

## Origine del nome
Il nome, di cui esiste anche la grafia Pucahirca, deriva dalle parole quechua puka (rosso) e Ancash quechua hirka (colle). Il significato del nome sarebbe dunque “colle rosso”.

## Alpinismo
La prima salita ad una cima dei Pucajirca risale al 1º luglio 1936, quando Erwin Schneider salì in solitaria la cima del Pucajirca Sur. La vetta più alta, il Pucajirca Norte I, fu salita il 12 giugno 1966 dai giapponesi Shigeo Nakagawa, Hiroshi Nakajima e Tamotsu Nakamura attraverso la cresta nord; il 13 giugno del 1961 due cordate italiane, composte da Giuseppe Dionisi, Luciano Ghigo, Giuseppe Marchese e Mildo Fecchio salirono per la prima volta il Pucajirca Central dalla cresta sud-ovest.
Il Pucajirca Norte II era già stato salito il 14 luglio 1955 da Clinch e Kauffman, così come pochi giorni prima, il 12 luglio 1955, Hopponen e Walton avevano salito il Pucajirca Norte III. Il Pucajirca Oeste II è stato salito il 16 giugno 1970 da Glasgow, Gough, White, Stanton e Wilson.
In generale i Pucajircas sono montagne che contano un esiguo numero di ascensioni a causa del relativo isolamento di Pomabamba, il villaggio di accesso alla montagna.

### Incidenti
Il 14 Luglio 1981 avvenne una tragedia in una spedizione di nove uomini da Bergamo guidata da Bruno Berlendis. 
(Eco di Bergamo, 17 luglio 1981)
Salvetti aveva ricevuto poco prima una comunicazione da Bruno Berlendis, il capo spedizione che si trovava al campo base di Laguna Sajuna a quota 4.100 metri.